# 高顒
高顒（?—?），十六国时期北燕大臣。
高顒在北燕天王馮弘属下担任尚书。434年闰三月十八日，冯弘派高顒出使北魏上疏请罪，自居北魏藩属，并请求献出自己的小女儿充实北魏后宫。拓跋焘同意，征召北燕太子冯王仁，到平城朝见。